# Christopher Stanley
Christopher Stanley (Providence, 1965) è un attore statunitense.

## Carriera
È noto per il ruolo di Henry Francis, secondo marito di Betty Hofstadt dalla quarta alla settima stagione della serie Mad Men.

## Filmografia

### Cinema
- Argo, regia di Ben Affleck (2012)
- Zero Dark Thirty, regia di Kathryn Bigelow (2012)

### Televisione
- DEA - serie TV, 13 episodi (1990-1991)
- NYPD - New York Police Department - serie TV, 4 episodi (1997-2001)
- Brooklyn South - serie TV, 2 episodi (1997-1998)
- The Practice - Professione avvocati (The Practice) - serie TV, episodio 2x12 (1997)
- Crackers - serie TV, 3 episodi (1998-1999)
- X-Files - serie TV, 2 episodi (2001)
- 24 - serie TV, episodio 3x15 (2004)
- In Plain Sight - Protezione testimoni (In Plain Sight) - serie TV, 2 episodi (2008)
- Boston Legal - serie TV, episodio 4x14 (2008)
- Mad Men - serie TV, 54 episodi (2009-2015)
- Senza traccia (Without a Trace) - serie TV, episodio 7x16 (2009)
- The Defenders - serie TV, 2 episodi (2010)
- Memphis Beat - serie TV, episodio 1x01 (2010)
- Lie to Me - serie TV, episodio 2x20 (2010)
- American Crime - serie TV, 4 episodi (2016)
- Lethal Weapon - serie TV, episodio 1x06 (2016)
- Narcos: Messico (Narcos: Mexico) - serie TV, 3 episodi (2018-2020)
- Waco - serie TV, 4 episodi (2018)
- American Horror Story - serie TV, 3 episodi (2021)
- Paul T. Goodman - serie TV, 4 episodi (2023)
- NCIS: Origins - serie TV, episodio 1x11 (2025)

## Doppiatori italiani
Nelle versioni in italiano delle opere in cui ha recitato, Christopher Stanley è stato doppiato da:
- Vladimiro Conti in X-Files
- Fabrizio Picconi in 24
- Luigi La Monica in Mad Men
- Vittorio Guerrieri in Lie to Me
- Stefano Valli in Narcos: Messico
- Roberto Fidecaro in American Horror Story
- Luciano Roffi in NCIS: Origins